# Ghiath Matar
Ghiath Matar (arabisch غياث مطر, DMG Ġiyāṯ Maṭar; * 8. Oktober 1986 in Darayya; † 10. September 2011) war ein syrischer Aktivist, der durch seinen friedlichen Widerstand zu Beginn des syrischen Bürgerkriegs internationale Bekanntheit erlangte.

## Leben

### Herkunft
Matar stammte aus Darayya, einem Vorort von Damaskus. Er arbeitete vor dem Ausbruch des Krieges als Schneider.

### Aktivismus
Als die Proteste in Syrien gegen Baschar Al-Assads Herrschaft Matars Heimatstadt erreichten, organisierten er und seine Freunde Demonstrationen. Er bestand dabei immer auf friedlichen und gewaltfreien Protest, was ihm den Spitznamen "Little Gandhi" einbrachte. Als die syrische Armee kurze Zeit darauf in Darayya einrückte, um die Demonstrationen zu zerschlagen, platzierte sich Matar in die erste Reihe der Demonstranten und hielt den Soldaten Rosen und Wasserflaschen hin. Dabei sagte er: "Wir sind nicht gegen euch, wir sind gegen den Diktator – schießt nicht auf eure Landsleute!" Die Bilder von Rosen in die Luft haltenden Demonstranten aus Darayya gingen daraufhin um die Welt.

### Verhaftung und Tod
Ghiath Matar wurde am 6. September 2011 zusammen mit den beiden Brüdern Ma'an und Yahya Shurbaji vom syrischen Geheimdienst festgenommen. Vier Tage später wurde seiner Familie seine, mit Folterspuren übersäte, Leiche übergeben. An seiner Beerdigung nahmen diplomatische Vertreter aus zahlreichen Ländern, darunter Deutschland und die Vereinigten Staaten, teil. Die Shurbaji Brüder sind bis heute nicht wieder aufgetaucht.

## Wirkung
Die Umstände von Matars Tod wurden zum Symbol für die repressive und gewaltsame Art und Weise, mit der das syrische Regime gegen friedliche Oppositionelle vorgeht. Matars Name taucht dahergehend oft in Kombination mit Ibrahim Qaschusch und Hamza Ali Al-Khatib auf.
2016 hat der syrische Regisseur Sam Kadi einen Film über Ghiath Matar mit dem Titel Little Gandhi veröffentlicht.

## Privates
Matar war verheiratet. Seine Frau war zum Zeitpunkt seines Todes schwanger. Sie gebar später einen Sohn, den sie nach seinem Vater benannte.